# وانگ زونگیوان
وانگ زونگیوان (انگلیسی: Wang Zongyuan؛ زادهٔ ۲۴ اکتبر ۲۰۰۱) شیرجه‌رو اهل چین است.
وی در مسابقات کشوری و بین‌المللی در مجموع برندهٔ ۲ مدال طلا شده‌است.